# Ángel Sánchez Mazana
Ángel Sánchez Mazana  (Caracas, Venezuela, 7 de noviembre de 1977) es un director técnico venezolano  de fútbol de ascendencia española. Actualmente dirige al Club Deportivo Universitario de la Primera División de Panamá.

## Clubes

### Como entrenador
| Club             | País   | Año         | Partidos Dirigidos |
| ---------------- | ------ | ----------- | ------------------ |
| Costa del Este   | Panamá | 2017 - 2019 | 51                 |
| Selección Sub-17 | Panamá | 2020 - 2022 | 0                  |
| Selección Sub-15 | Panamá | 2021        | 0                  |
| Selección Sub-20 | Panamá | 2021 - 2022 | 14                 |
| Potros del Este  | Panamá | 2023        | 0                  |
| CD Universitario | Panamá | 2024 - act. | 0                  |

### Como Asistente
| Club                | País   | Año         | Asistente de        |
| ------------------- | ------ | ----------- | ------------------- |
| Selección de Panamá | Panamá | 2020 - 2022 | Thomas Christiansen |

## Palmarés

### Torneos Nacionales
- Campeón Liga Nacional de Ascenso (LNA) Torneo Apertura 2017.
- Campeón Liga Nacional de Ascenso (LNA) Torneo Clausura 2018.

### Torneos internacionales amistosos
- Campeón Dallas Cup 2022.

### Reconocimientos individuales
- Premio Mejor Entrenador del Torneo Apertura 2018 de la Liga Panameña de Fútbol.

- Datos: Q98317486